# Sudkov
Sudkov (in tedesco Zautke) è un comune della Repubblica Ceca facente parte del distretto di Šumperk, nella regione di Olomouc.